# سليندر مان

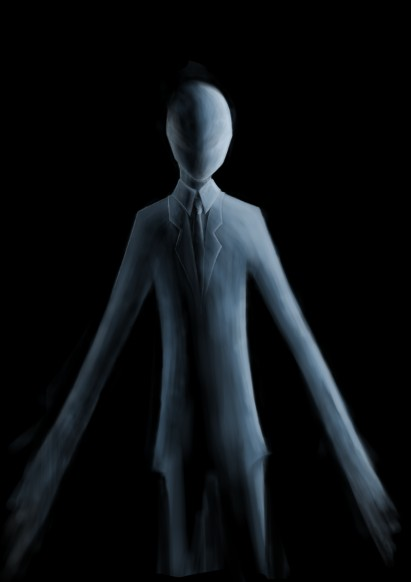
صورة تخيلية لسلندر مان

سليندر مان (بالإنجليزية: Slender Man)‏ ، هو شخصية لعبة فيديو وشخصية كريبيباستا. هو رجل غامض ورأسه أبيض مشع من دون ملامح وجه. يرتدي سليندر مان بدلة سوداء، ويتّصف ببنية نحيلة وأطراف طويلة، كما أِنه في أغلب ألعاب الفيديو التي يظهر فيها يطارد أحد اللاعبين لكي يقتله، مثل لعبة سليندر التي يتوجب على اللاعب فيها جمع ثمانية أوراق عليها رسومات أو عبارات بينما يشاهده سليندر مان من بين أشجار غابة مُظلِمة.
ظهرت الشخصية في موقع"Something Awful" (شيئاً ما مخيف) بواسطة "Eric Knudsen"في عام 2009.
قصص سلندر مان لا تملك طابع واحد، ولكن يغلب عليها طابع المطاردة ولا سيما الأطفال، وقد ذكر في العديد من الوسائط على الإنترنت.

كما انه احد شخصيات كريبي باستا التي حصلت على شهرة كبيرة.تعتبر قصته غامضة لحد الان حيث المعلومات الموجودة غير كافية الا انه تم تبين انه اصيب بلعنة من شيطان زالغو.و قام باختطاف ابنته لتصبح سر لم يكشف الى الان.
باضافة هو المالك رسمي لقصر سلندرمان ليجمع اشهر كائنات ك جيف قاتل او سالي ويليامز.

## المصدر
في 10 يونيو 2009م في مسابقة للفوتشوب قام بها الموقع المذكور سابقاً قام فيكتور "Eric Knudsen" بتعديل صورتين أبيض وأسود لأطفال وفي الخلف أضاف سلندر مان ووضع إقتباس للصورتين الاقتباس الأول كما الآتي:
«لم نود أن نذهب، لم نود أن نقتلهم لكن الصمت المستمر وأسلحته الممتدة أشعرتنا بالرعب والراحة في الوقت نفسه..».
-الولايات المتحدة 1983م، المصور غير معروف علي الأغلب ميت.
أما الاقتباس الثاني كان كالآتي:
"أحد مصورين إلتقط صور من حريق مكتبة مدينة استرلينج، ومن الجدير بالذكر أنه تم اختطاف 14 طفل والتهمة تنسب ل " سلندر مان" ثم نقلت الوكالة عن عيوب وتشوهات الفيلم.وحدث حريق المكتبة في الأسبوع الذي يلي الاختفاء
.
صورة حقيقية
-1986م: المصور المفقود ماري طوماس منذ 13 يونيو 1986م.

## وصلات خارجية
- Forum thread in which Slender Man was created, somethingawful.com
- Eric Knudsen's gallery that contains all of his Slender Man images, deviantart.com
- Slender Man, knowyourmeme.com